# ウィリー・ザ・スパロウ
ウィリー・ザ・スパロウ（Willy the Sparrow）は、1989年にジョセフ・ゲメズが監督したハンガリーのアニメ映画である。